# 五方上帝
五方上帝，即東、南、西、北、中五方上帝，又稱為五帝、五方帝、五天帝、五方天帝、五方天神等。六輅祭祀：一曰蒼輅，以祀昊天上帝；二曰青輅，以祀東方上帝；三曰朱輅，以祀南方上帝及朝日；四曰黃輅，以祭地祇、中央上帝；五曰白輅，以祀西方上帝及夕月；六曰玄輅，以祀北方上帝及感帝、神州。其中，昊天上帝為自然上帝，即蒼天；五方上帝，即東方青帝太昊（伏羲氏），南方赤帝（神農氏），中央黃帝（軒轅氏），西方白帝（少昊），北方黑帝（顓頊），為人格化的五位上帝。
五帝有先天五帝和後天五帝之分。先天五帝為統治東西南北中五個方位之天神、天上之帝，即東方青帝太昊、南方赤帝炎帝、西方白帝少昊、北方玄帝顓頊、中央黃帝軒轅。後天五帝即天下之帝，為華夏上古五位聖王賢君，即伏羲、炎帝、黃帝、少昊、顓頊。昊天上帝即紫微垣北极星，先天五帝位于太微垣，帝王先祖皆由太微五帝按五德终始说感生而出。

## 五色帝的演变
五色帝起于阴阳家的五行思想，最初由秦国先后建立起四畤以祭祀白帝、青帝、黄帝、赤帝，而后刘邦在秦朝四畤的基础上增加北畤以祭祀黑帝，成为汉代初期的国家宗教最高神，直至汉武帝将五色帝列为太一（即元始仪之后皇天上帝太一）的佐神。
《礼记·月令》中五帝分别为太皞、炎帝、黄帝、少皞、颛顼，属神分别为句芒、祝融、后土、蓐收、玄冥。
东汉以鄭玄為代表的神學體系認為上帝為天之別名，總共有六天、六上帝。六天上帝即昊天上帝與五方上帝。昊天上帝（天皇大帝）為全天之帝；五方天帝各為一方天帝，分別為中央土德黃帝含樞紐、東方木德青帝靈威仰、南方火德赤帝赤熛弩、西方金德白帝白招拒、北方水德玄帝汁光紀。以王肅為代表的宗教系統認為天稱皇天，亦稱上帝，五行人帝可稱為上帝，但不可稱為天。
《礼记·大传》“王者禘其祖之所自出”。汉郑玄注：“王者之先祖皆感大微五帝之精以生。苍则灵威仰，赤则赤熛怒，黄则含枢纽，白则白招拒，黑则汁光纪。其中，白招拒又作白招矩；汁光紀的汁音xié，又作叶光紀（此处，叶为传承字，不是葉的简化字，音xié）、協光紀。
唐代公彦注周礼：“五帝，苍曰灵威仰，太皞食焉；赤曰赤熛怒，炎帝食焉；黄曰含枢纽，黄帝食焉；白曰白招拒，少皞食焉；黑曰汁光纪，颛顼食焉。”
祭祀五方上帝是極為重要的儒教祭祀。如隋朝分三種規則等級的祭祀，《隋書·禮儀》载：「昊天上帝、五方上帝、日月、皇地祇、神州、社稷、宗廟等為大祀，星辰、五祀、四望等為中祀，司中、司命、風師、雨師及諸星、諸山川等為小祀」，五方上帝緊隨昊天上帝並列為大祀。

## 道教中的神格
从南北朝开始，包括六天帝在内的各种儒教神祇被道教贬为六天大鬼、六天大邪王、六天故炁魔鬼、六天大魔王，并要检正自周代以来的六天邪气，以九天中的上三天“正法”除灭下六天“故炁”，六天帝被指为“高天万丈鬼”与“五方直符鬼”。这六天位于北方与周朝酆京同名的酆都，六天之主变为北太帝君炎帝慶甲、北斗君周武王、东明公夏启、西明公周文王、南明公邵公、北明公吴季札。
《靈寶領教濟度金書》
- 東方安寶華林青靈始老九炁天君
- 南方梵寶昌陽丹靈真老三炁天君
- 西方七寶金門皓靈皇老七炁天君
- 北方洞陰朔單鬱絕五靈玄老五炁天君
- 中央玉寶元靈元老一炁天君

《无上秘要·五老君儀駕》
- 東方安寶華林青靈始老，號曰蒼帝，駕蒼龍，建鴇旗。
- 南方梵寶昌陽丹靈真老，號曰赤帝，駕丹龍，建朱旗。
- 中央玉寶元靈元老，號曰黃帝，駕黃龍，建黃旗。
- 西方七寶金門皓靈皇老，號曰白帝，駕白龍，建素旗。
- 北方洞陰朔單鬱絕五靈玄老，號曰黑帝，駕玄龍，建皂旗。

《无上秘要·五方帝儀駕》
- 東方靈威仰，號曰蒼帝，其神甲乙，服色尚青，駕蒼龍，建鴇旗。
- 南方赤飄弩，號曰赤帝，其神丙丁，服色尚赤，駕赤龍，建朱旗。
- 中央含樞紐，號曰黃帝，其神戊己，服色尚黃，駕黃龍，建黃旗。
- 西方耀魄寶，號曰白帝，其神庚辛，服色尚白，駕白龍，建素旗。
- 北方隱侯局，號曰黑帝，其神壬癸，服色尚黑，駕黑龍，建皂旗。

《上清靈寶大法·卷之四十·散壇設醮品下》
李少微注中引《本行經》謂：
- 東方安寶華林青靈始老，號曰青帝，姓閻，諱開，字靈威仰。
- 南方梵寶昌陽丹靈真老，號曰赤帝，姓洞浮，諱炎，字赤熛怒。
- 西方七寶金門皓靈皇老，號曰白帝，姓上金，諱昌開，字耀魄寶。
- 北方洞陰朔單鬱絕五靈玄老，號曰黑帝，姓節，諱靈會，字隱侯局。
- 中央玉寶元靈元老，號曰黃帝，姓通班，諱元氏，字含樞紐。
- 其後青帝護魂，白帝侍魄，赤帝養氣，黑帝通血，黃帝中主，萬神無越。
- 嚴東注云：東方青帝靈威仰，南方赤帝赤熛怒，西方白帝白招矩，北方黑帝吋光紀，中央黃帝含樞紐。
- 李少微於此又注云：此名五老上帝，各領受赤書符命，在天中則主鎮五方神仙，在地則主領五嶽，在人則主領五臟。此說雖近之，而未能析其理也。今按天文，太微垣中有五星，乃一星居中，四星挾之，名曰五帝座，即太微之帝也。

## 與「五緯」的關係

五方上帝

根據《淮南子》，五方上帝可以與七政中的五緯有所關聯：
| 五方 | 上帝 | 顏色 | 五行 | 季節 | 人格化 | 行星 |
| ---- | ---- | ---- | ---- | ---- | ------ | ---- |
| 東方 | 青帝 | 青色 | 木   | 春季 | 太昊   | 木星 |
| 南方 | 赤帝 | 红色 | 火   | 夏季 | 神农   | 火星 |
| 西方 | 白帝 | 白色 | 金   | 秋季 | 少昊   | 金星 |
| 北方 | 黑帝 | 黑色 | 水   | 冬季 | 颛顼   | 水星 |
| 中央 | 黄帝 | 黄色 | 土   | 年岁 | 軒轅   | 土星 |

## 研究書目
- Sun, Xiaochun; Kistemaker, Jacob. . Brill. 1997. ISBN 9004107371.